# GP Industria & Artigianato di Larciano 2022
GP Industria & Artigianato di Larciano 2022 var den 44. udgave af det italienske cykelløb GP Industria & Artigianato di Larciano. Det blev kørt den 27. marts 2022 med start og mål i Larciano i Toscana. Løbet var en del af UCI ProSeries 2022. Løbet blev vundet af italienske Diego Ulissi fra UAE Team Emirates.

## Resultat
| \| Samlede stilling \| Samlede stilling \| Samlede stilling \| Samlede stilling \| Samlede stilling \| \| Rytter \| Rytter \| Hold \| Tid \| \| \| ---------------- \| ------------------ \| ------------------------------- \| ---------------- \| ---------------- \| \| 1. \| Diego Ulissi \| UAE Team Emirates \| 4t 31' 10" \| \| \| 2. \| Alessandro Fedeli \| Italien \| + 0" \| \| \| 3. \| Xandro Meurisse \| Alpecin-Fenix \| + 0" \| \| \| 4. \| Natnael Tesfatsion \| Drone Hopper-Androni Giocattoli \| + 0" \| \| \| 5. \| Andrea Vendrame \| Italien \| + 0" \| \| \| 6. \| Maxime Bouet \| Arkéa-Samsic \| + 0" \| \| \| 7. \| Tony Gallopin \| Trek-Segafredo \| + 0" \| \| \| 8. \| Antonio Tiberi \| Trek-Segafredo \| + 0" \| \| \| 9. \| Marc Hirschi \| UAE Team Emirates \| + 0" \| \| \| 10. \| Alessandro Verre \| Arkéa-Samsic \| + 0" \| \| |                    |                                 |            |
| |                    |                                 |            |
| Kilde: ProCyclingStats |                    |                                 |            |
| Samlede stilling |                    |                                 |            |
| Rytter | Rytter             | Hold                            | Tid        |
| 1. | Diego Ulissi       | UAE Team Emirates               | 4t 31' 10" |
| 2. | Alessandro Fedeli  | Italien                         | + 0"       |
| 3. | Xandro Meurisse    | Alpecin-Fenix                   | + 0"       |
| 4. | Natnael Tesfatsion | Drone Hopper-Androni Giocattoli | + 0"       |
| 5. | Andrea Vendrame    | Italien                         | + 0"       |
| 6. | Maxime Bouet       | Arkéa-Samsic                    | + 0"       |
| 7. | Tony Gallopin      | Trek-Segafredo                  | + 0"       |
| 8. | Antonio Tiberi     | Trek-Segafredo                  | + 0"       |
| 9. | Marc Hirschi       | UAE Team Emirates               | + 0"       |
| 10. | Alessandro Verre   | Arkéa-Samsic                    | + 0"       |

## Hold og ryttere
| UCI WorldTeams (4)- Astana Qazaqstan Team - Bora-Hansgrohe - Trek-Segafredo - UAE Team Emirates UCI ProTeams (8)- Alpecin-Fenix - Bardiani-CSF-Faizanè - Bingoal Pauwels Sauces WB - Drone Hopper-Androni Giocattoli - Eolo-Kometa - Equipo Kern Pharma - Human Powered Health - Arkéa-Samsic UCI Kontinentalhold (8)- Beltrami TSA Tre Colli - 2022 Biesse-Ca - General Store-Essegibi-F.lli Curia - Giotti Victoria-Savini Due - MG.K Vis Colors For Peace VPM - Team Corratec - Team Qhubeka - Work Service-Vitalcare-Dynatek Landshold- Italien |
| |

### Danske ryttere
| Danske ryttere på startlisten |                  |                     |           |
| Rygnummer                     | Rytter           | Hold                | Placering |
| 12                            | Frederik Wandahl | Bora-Hansgrohe      | DNF       |
| 147                           | Mattias Nordal   | Team Biesse Carrera | DNF       |

* DNF = gennemførte ikke

### Startliste
| Astana Qazaqstan Team AST | Astana Qazaqstan Team AST    | Astana Qazaqstan Team AST |
| ------------------------- | ---------------------------- | ------------------------- |
| Nr.                       | Rytter                       | Placering                 |
| 1                         | Vincenzo Nibali (ITA)        | 13.                       |
| 2                         | Antonio Nibali (ITA)         | DNF                       |
| 3                         | Nurbergen Nurlykhassym (KAZ) | 44.                       |
| 4                         | Juan Carlos Lopez (COL)      | 30.                       |
| 5                         | Harold Martín López (ECU)    | 16.                       |

| Bora-Hansgrohe BOH | Bora-Hansgrohe BOH      | Bora-Hansgrohe BOH |
| ------------------ | ----------------------- | ------------------ |
| Nr.                | Rytter                  | Placering          |
| 11                 | Matthew Walls (GBR)     | DNF                |
| 12                 | Frederik Wandahl (DEN)  | DNF                |
| 15                 | Patrick Gamper (AUT)    | 35.                |
| 17                 | Cian Uijtdebroeks (BEL) | DNF                |

| Trek-Segafredo TFS | Trek-Segafredo TFS       | Trek-Segafredo TFS |
| ------------------ | ------------------------ | ------------------ |
| Nr.                | Rytter                   | Placering          |
| 21                 | Filippo Baroncini (ITA)  | 38.                |
| 22                 | Tony Gallopin (FRA)      | 7.                 |
| 23                 | Emīls Liepiņš (LAT)      | DNF                |
| 24                 | Gianluca Brambilla (ITA) | 17.                |
| 25                 | Antonio Tiberi (ITA)     | 8.                 |
| 26                 | Simon Pellaud (SUI)      | DNF                |

| UAE Team Emirates UAD | UAE Team Emirates UAD      | UAE Team Emirates UAD |
| --------------------- | -------------------------- | --------------------- |
| Nr.                   | Rytter                     | Placering             |
| 31                    | Diego Ulissi (ITA)         | 1.                    |
| 33                    | Marc Hirschi (SUI)         | 9.                    |
| 34                    | Jan Polanc (SLO)           | DNF                   |
| 36                    | Andrés Camilo Ardila (COL) | DNF                   |
| 37                    | Joel Suter (SUI)           | DNF                   |

| Alpecin-Fenix AFC | Alpecin-Fenix AFC           | Alpecin-Fenix AFC |
| ----------------- | --------------------------- | ----------------- |
| Nr.               | Rytter                      | Placering         |
| 41                | Xandro Meurisse (BEL)       | 3.                |
| 42                | Oscar Riesebeek (NED)       | 48.               |
| 43                | Fabio Van den Bossche (BEL) | DNF               |
| 44                | Floris De Tier (BEL)        | 29.               |
| 45                | Jimmy Janssens (BEL)        | 54.               |
| 46                | Jay Vine (AUS)              | DNF               |

| Bardiani CSF Faizanè BCF | Bardiani CSF Faizanè BCF     | Bardiani CSF Faizanè BCF |
| ------------------------ | ---------------------------- | ------------------------ |
| Nr.                      | Rytter                       | Placering                |
| 52                       | Filippo Zana (ITA)           | DNF                      |
| 55                       | Omar El Gouzi (ITA)          | DNF                      |
| 56                       | Alessio Nieri (ITA)          | DNF                      |
| 57                       | Alessandro Santaromita (ITA) | DNF                      |

| Bingoal Pauwels Sauces WB BWB | Bingoal Pauwels Sauces WB BWB | Bingoal Pauwels Sauces WB BWB |
| ----------------------------- | ----------------------------- | ----------------------------- |
| Nr.                           | Rytter                        | Placering                     |
| 61                            | Kenny Molly (BEL)             | DNF                           |
| 62                            | Rémy Mertz (BEL)              | DNF                           |
| 63                            | Tom Paquot (BEL)              | DNF                           |
| 64                            | Marco Tizza (ITA)             | DNS                           |
| 65                            | Johan Meens (BEL)             | DNF                           |
| 66                            | Gil Gelders (BEL)             | 47.                           |
| 67                            | Luc Wirtgen (LUX)             | 15.                           |

| Drone Hopper-Androni Giocattoli DRA | Drone Hopper-Androni Giocattoli DRA | Drone Hopper-Androni Giocattoli DRA |
| ----------------------------------- | ----------------------------------- | ----------------------------------- |
| Nr.                                 | Rytter                              | Placering                           |
| 71                                  | Gabriele Benedetti (ITA)            | DNF                                 |
| 72                                  | Jefferson Alexander Cepeda (ECU)    | 25.                                 |
| 73                                  | Alessandro Bisolti (ITA)            | DNF                                 |
| 74                                  | Natnael Tesfatsion (ERI)            | 4.                                  |
| 75                                  | Juan Diego Alba (COL)               | DNF                                 |
| 76                                  | Brandon Rojas Vega (COL)            | 42.                                 |
| 77                                  | Edoardo Zardini (ITA)               | 37.                                 |

| Eolo-Kometa EOK | Eolo-Kometa EOK              | Eolo-Kometa EOK |
| --------------- | ---------------------------- | --------------- |
| Nr.             | Rytter                       | Placering       |
| 81              | Edward Ravasi (ITA)          | 20.             |
| 82              | David Martín (ESP)           | DNF             |
| 83              | Samuele Rivi (ITA)           | 45.             |
| 84              | Sergio García González (ESP) | 24.             |
| 85              | Erik Fetter (HUN)            | 11.             |
| 86              | Alejandro Ropero (ESP)       | DNF             |
| 87              | Daniel Viegas (POR)          | DNF             |

| Equipo Kern Pharma EKP | Equipo Kern Pharma EKP     | Equipo Kern Pharma EKP |
| ---------------------- | -------------------------- | ---------------------- |
| Nr.                    | Rytter                     | Placering              |
| 91                     | Jordi López (ESP)          | DNS                    |
| 92                     | Vojtěch Řepa (CZE)         | 51.                    |
| 93                     | Iván Moreno (ESP)          | 52.                    |
| 94                     | Martí Márquez (ESP)        | 53.                    |
| 95                     | Carlos García Pierna (ESP) | 19.                    |
| 96                     | Álex Jaime (ESP)           | 40.                    |
| 97                     | Iván Cobo (ESP)            | 23.                    |

| Human Powered Health HPM | Human Powered Health HPM | Human Powered Health HPM |
| ------------------------ | ------------------------ | ------------------------ |
| Nr.                      | Rytter                   | Placering                |
| 102                      | Ben King (USA)           | 34.                      |
| 103                      | Gavin Mannion (USA)      | 26.                      |
| 104                      | Stephen Bassett (USA)    | DNF                      |
| 105                      | Kyle Murphy (USA)        | 22.                      |
| 107                      | Chad Haga (USA)          | 28.                      |

| Arkéa-Samsic ARK | Arkéa-Samsic ARK       | Arkéa-Samsic ARK |
| ---------------- | ---------------------- | ---------------- |
| Nr.              | Rytter                 | Placering        |
| 111              | Maxime Bouet (FRA)     | 6.               |
| 112              | Romain Hardy (FRA)     | DNF              |
| 114              | Dayer Quintana (COL)   | 43.              |
| 115              | Nicolas Edet (FRA)     | 14.              |
| 116              | Simon Guglielmi (FRA)  | 32.              |
| 117              | Alessandro Verre (ITA) | 10.              |

| Italien ITA | Italien ITA       | Italien ITA |
| ----------- | ----------------- | ----------- |
| Nr.         | Rytter            | Placering   |
| 121         | Alessandro Fedeli | 2.          |
| 122         | Giovanni Carboni  | DNF         |
| 123         | Nicola Conci      | 27.         |
| 124         | Marco Canola      | DNF         |
| 125         | Cristian Scaroni  | 21.         |
| 126         | Andrea Vendrame   | 5.          |
| 127         | Lorenzo Rota      | DNS         |

| Beltrami TSA-Tre Colli BTC | Beltrami TSA-Tre Colli BTC | Beltrami TSA-Tre Colli BTC |
| -------------------------- | -------------------------- | -------------------------- |
| Nr.                        | Rytter                     | Placering                  |
| 131                        | Andrea Piras (ITA)         | 49.                        |
| 132                        | Thomas Pesenti (ITA)       | 12.                        |
| 133                        | Pietro Aimonetto (ITA)     | DNF                        |
| 134                        | Andrea Biancalani (ITA)    | DNF                        |
| 135                        | Michael Vanni (ITA)        | DNS                        |
| 136                        | Nicola Rossi (ITA)         | DNF                        |
| 137                        | Matteo Freddi (ITA)        | DNF                        |

| Biesse-Carrera BIE | Biesse-Carrera BIE          | Biesse-Carrera BIE |
| ------------------ | --------------------------- | ------------------ |
| Nr.                | Rytter                      | Placering          |
| 141                | Riccardo Ciuccarelli (ITA)  | 50.                |
| 142                | Michael Belleri (ITA)       | DNF                |
| 143                | Carloalberto Giordani (ITA) | DNF                |
| 144                | Lorenzo Gobbo (ITA)         | DNF                |
| 145                | Andrea Garosio (ITA)        | 31.                |
| 146                | Alessandro Motta (ITA)      | DNF                |
| 147                | Mattias Nordal              | DNF                |

| General Store-Essegibi-F.lli Curia GEF | General Store-Essegibi-F.lli Curia GEF | General Store-Essegibi-F.lli Curia GEF |
| -------------------------------------- | -------------------------------------- | -------------------------------------- |
| Nr.                                    | Rytter                                 | Placering                              |
| 151                                    | Ettore Pozza (ITA)                     | DNF                                    |
| 152                                    | Davide Vignato (ITA)                   | DNF                                    |
| 153                                    | Michael Zecchin (ITA)                  | 46.                                    |
| 154                                    | Vojislav Peric (UKR)                   | DNF                                    |
| 155                                    | Gianmarco Carpene (ITA)                | DNF                                    |
| 156                                    | Samuele Disconzi (ITA)                 | DNF                                    |

| Giotti Victoria-Savini Due GTS | Giotti Victoria-Savini Due GTS | Giotti Victoria-Savini Due GTS |
| ------------------------------ | ------------------------------ | ------------------------------ |
| Nr.                            | Rytter                         | Placering                      |
| 161                            | Gergely Szarka (HUN)           | DNF                            |
| 162                            | Emil Dima (ROU)                | DNF                            |
| 163                            | Adriano Brogi (ITA)            | DNF                            |
| 164                            | Davide Finatti (ITA)           | DNS                            |
| 165                            | Nicolas Dalla Valle (ITA)      | DNF                            |
| 166                            | Jozsef-Attila Malnasi (ROU)    | DNF                            |
| 167                            | Alessandro Monaco (ITA)        | 39.                            |

| MG.K Vis Colors For Peace VPM MGK | MG.K Vis Colors For Peace VPM MGK | MG.K Vis Colors For Peace VPM MGK |
| --------------------------------- | --------------------------------- | --------------------------------- |
| Nr.                               | Rytter                            | Placering                         |
| 171                               | Paul Wright (NZL)                 | DNF                               |
| 172                               | Paul Double (GBR)                 | 18.                               |
| 173                               | Edoardo Martinelli (ITA)          | DNF                               |
| 174                               | Guido Draghi (ITA)                | DNF                               |
| 175                               | Daan Hoeks (NED)                  | DNF                               |
| 176                               | Connor Sens (AUS)                 | DNF                               |
| 177                               | Max Stedman (GBR)                 | DNF                               |

| Team Corratec COR | Team Corratec COR    | Team Corratec COR |
| ----------------- | -------------------- | ----------------- |
| Nr.               | Rytter               | Placering         |
| 181               | Luca Marziale (ITA)  | DNF               |
| 182               | Jose Pitti (PAN)     | DNF               |
| 183               | Matteo Amella (ITA)  | DNF               |
| 184               | Stefano Gandin (ITA) | 33.               |
| 185               | Lorenzo Iacchi (ITA) | DNF               |
| 186               | Giulio Masotto (ITA) | DNF               |
| 187               | Manuel Zobrist (SUI) | DNF               |

| Team Qhubeka T4Q | Team Qhubeka T4Q          | Team Qhubeka T4Q |
| ---------------- | ------------------------- | ---------------- |
| Nr.              | Rytter                    | Placering        |
| 192              | Ghebrehiwet Birhane (ERI) | DNF              |
| 193              | Alessandro Iacchi (ITA)   | DNF              |
| 194              | Ephrem Ghebrehiwet (ERI)  | DNF              |
| 195              | Raffaele Mosca (ITA)      | DNF              |

| Work Service-Vitalcare-Dynatek IWM | Work Service-Vitalcare-Dynatek IWM | Work Service-Vitalcare-Dynatek IWM |
| ---------------------------------- | ---------------------------------- | ---------------------------------- |
| Nr.                                | Rytter                             | Placering                          |
| 201                                | Giovanni Bortoluzzi (ITA)          | DNF                                |
| 202                                | Christian Danilo Pase (ITA)        | DNF                                |
| 203                                | Francesco Zandri (ITA)             | DNF                                |
| 204                                | Riccardo Lucca (ITA)               | DNF                                |
| 206                                | Raúl Colombo (ITA)                 | 36.                                |
| 207                                | Luca Tornaboni (ITA)               | DNF                                |

| Astana Qazaqstan Team AST | Astana Qazaqstan Team AST    | Astana Qazaqstan Team AST |
| ------------------------- | ---------------------------- | ------------------------- |
| Nr.                       | Rytter                       | Placering                 |
| 1                         | Vincenzo Nibali (ITA)        | 13.                       |
| 2                         | Antonio Nibali (ITA)         | DNF                       |
| 3                         | Nurbergen Nurlykhassym (KAZ) | 44.                       |
| 4                         | Juan Carlos Lopez (COL)      | 30.                       |
| 5                         | Harold Martín López (ECU)    | 16.                       |

| Bora-Hansgrohe BOH | Bora-Hansgrohe BOH      | Bora-Hansgrohe BOH |
| ------------------ | ----------------------- | ------------------ |
| Nr.                | Rytter                  | Placering          |
| 11                 | Matthew Walls (GBR)     | DNF                |
| 12                 | Frederik Wandahl (DEN)  | DNF                |
| 15                 | Patrick Gamper (AUT)    | 35.                |
| 17                 | Cian Uijtdebroeks (BEL) | DNF                |

| Trek-Segafredo TFS | Trek-Segafredo TFS       | Trek-Segafredo TFS |
| ------------------ | ------------------------ | ------------------ |
| Nr.                | Rytter                   | Placering          |
| 21                 | Filippo Baroncini (ITA)  | 38.                |
| 22                 | Tony Gallopin (FRA)      | 7.                 |
| 23                 | Emīls Liepiņš (LAT)      | DNF                |
| 24                 | Gianluca Brambilla (ITA) | 17.                |
| 25                 | Antonio Tiberi (ITA)     | 8.                 |
| 26                 | Simon Pellaud (SUI)      | DNF                |

| UAE Team Emirates UAD | UAE Team Emirates UAD      | UAE Team Emirates UAD |
| --------------------- | -------------------------- | --------------------- |
| Nr.                   | Rytter                     | Placering             |
| 31                    | Diego Ulissi (ITA)         | 1.                    |
| 33                    | Marc Hirschi (SUI)         | 9.                    |
| 34                    | Jan Polanc (SLO)           | DNF                   |
| 36                    | Andrés Camilo Ardila (COL) | DNF                   |
| 37                    | Joel Suter (SUI)           | DNF                   |

| Alpecin-Fenix AFC | Alpecin-Fenix AFC           | Alpecin-Fenix AFC |
| ----------------- | --------------------------- | ----------------- |
| Nr.               | Rytter                      | Placering         |
| 41                | Xandro Meurisse (BEL)       | 3.                |
| 42                | Oscar Riesebeek (NED)       | 48.               |
| 43                | Fabio Van den Bossche (BEL) | DNF               |
| 44                | Floris De Tier (BEL)        | 29.               |
| 45                | Jimmy Janssens (BEL)        | 54.               |
| 46                | Jay Vine (AUS)              | DNF               |

| Bardiani CSF Faizanè BCF | Bardiani CSF Faizanè BCF     | Bardiani CSF Faizanè BCF |
| ------------------------ | ---------------------------- | ------------------------ |
| Nr.                      | Rytter                       | Placering                |
| 52                       | Filippo Zana (ITA)           | DNF                      |
| 55                       | Omar El Gouzi (ITA)          | DNF                      |
| 56                       | Alessio Nieri (ITA)          | DNF                      |
| 57                       | Alessandro Santaromita (ITA) | DNF                      |

| Bingoal Pauwels Sauces WB BWB | Bingoal Pauwels Sauces WB BWB | Bingoal Pauwels Sauces WB BWB |
| ----------------------------- | ----------------------------- | ----------------------------- |
| Nr.                           | Rytter                        | Placering                     |
| 61                            | Kenny Molly (BEL)             | DNF                           |
| 62                            | Rémy Mertz (BEL)              | DNF                           |
| 63                            | Tom Paquot (BEL)              | DNF                           |
| 64                            | Marco Tizza (ITA)             | DNS                           |
| 65                            | Johan Meens (BEL)             | DNF                           |
| 66                            | Gil Gelders (BEL)             | 47.                           |
| 67                            | Luc Wirtgen (LUX)             | 15.                           |

| Drone Hopper-Androni Giocattoli DRA | Drone Hopper-Androni Giocattoli DRA | Drone Hopper-Androni Giocattoli DRA |
| ----------------------------------- | ----------------------------------- | ----------------------------------- |
| Nr.                                 | Rytter                              | Placering                           |
| 71                                  | Gabriele Benedetti (ITA)            | DNF                                 |
| 72                                  | Jefferson Alexander Cepeda (ECU)    | 25.                                 |
| 73                                  | Alessandro Bisolti (ITA)            | DNF                                 |
| 74                                  | Natnael Tesfatsion (ERI)            | 4.                                  |
| 75                                  | Juan Diego Alba (COL)               | DNF                                 |
| 76                                  | Brandon Rojas Vega (COL)            | 42.                                 |
| 77                                  | Edoardo Zardini (ITA)               | 37.                                 |

| Eolo-Kometa EOK | Eolo-Kometa EOK              | Eolo-Kometa EOK |
| --------------- | ---------------------------- | --------------- |
| Nr.             | Rytter                       | Placering       |
| 81              | Edward Ravasi (ITA)          | 20.             |
| 82              | David Martín (ESP)           | DNF             |
| 83              | Samuele Rivi (ITA)           | 45.             |
| 84              | Sergio García González (ESP) | 24.             |
| 85              | Erik Fetter (HUN)            | 11.             |
| 86              | Alejandro Ropero (ESP)       | DNF             |
| 87              | Daniel Viegas (POR)          | DNF             |

| Equipo Kern Pharma EKP | Equipo Kern Pharma EKP     | Equipo Kern Pharma EKP |
| ---------------------- | -------------------------- | ---------------------- |
| Nr.                    | Rytter                     | Placering              |
| 91                     | Jordi López (ESP)          | DNS                    |
| 92                     | Vojtěch Řepa (CZE)         | 51.                    |
| 93                     | Iván Moreno (ESP)          | 52.                    |
| 94                     | Martí Márquez (ESP)        | 53.                    |
| 95                     | Carlos García Pierna (ESP) | 19.                    |
| 96                     | Álex Jaime (ESP)           | 40.                    |
| 97                     | Iván Cobo (ESP)            | 23.                    |

| Human Powered Health HPM | Human Powered Health HPM | Human Powered Health HPM |
| ------------------------ | ------------------------ | ------------------------ |
| Nr.                      | Rytter                   | Placering                |
| 102                      | Ben King (USA)           | 34.                      |
| 103                      | Gavin Mannion (USA)      | 26.                      |
| 104                      | Stephen Bassett (USA)    | DNF                      |
| 105                      | Kyle Murphy (USA)        | 22.                      |
| 107                      | Chad Haga (USA)          | 28.                      |

| Arkéa-Samsic ARK | Arkéa-Samsic ARK       | Arkéa-Samsic ARK |
| ---------------- | ---------------------- | ---------------- |
| Nr.              | Rytter                 | Placering        |
| 111              | Maxime Bouet (FRA)     | 6.               |
| 112              | Romain Hardy (FRA)     | DNF              |
| 114              | Dayer Quintana (COL)   | 43.              |
| 115              | Nicolas Edet (FRA)     | 14.              |
| 116              | Simon Guglielmi (FRA)  | 32.              |
| 117              | Alessandro Verre (ITA) | 10.              |

| Italien ITA | Italien ITA       | Italien ITA |
| ----------- | ----------------- | ----------- |
| Nr.         | Rytter            | Placering   |
| 121         | Alessandro Fedeli | 2.          |
| 122         | Giovanni Carboni  | DNF         |
| 123         | Nicola Conci      | 27.         |
| 124         | Marco Canola      | DNF         |
| 125         | Cristian Scaroni  | 21.         |
| 126         | Andrea Vendrame   | 5.          |
| 127         | Lorenzo Rota      | DNS         |

| Beltrami TSA-Tre Colli BTC | Beltrami TSA-Tre Colli BTC | Beltrami TSA-Tre Colli BTC |
| -------------------------- | -------------------------- | -------------------------- |
| Nr.                        | Rytter                     | Placering                  |
| 131                        | Andrea Piras (ITA)         | 49.                        |
| 132                        | Thomas Pesenti (ITA)       | 12.                        |
| 133                        | Pietro Aimonetto (ITA)     | DNF                        |
| 134                        | Andrea Biancalani (ITA)    | DNF                        |
| 135                        | Michael Vanni (ITA)        | DNS                        |
| 136                        | Nicola Rossi (ITA)         | DNF                        |
| 137                        | Matteo Freddi (ITA)        | DNF                        |

| Biesse-Carrera BIE | Biesse-Carrera BIE          | Biesse-Carrera BIE |
| ------------------ | --------------------------- | ------------------ |
| Nr.                | Rytter                      | Placering          |
| 141                | Riccardo Ciuccarelli (ITA)  | 50.                |
| 142                | Michael Belleri (ITA)       | DNF                |
| 143                | Carloalberto Giordani (ITA) | DNF                |
| 144                | Lorenzo Gobbo (ITA)         | DNF                |
| 145                | Andrea Garosio (ITA)        | 31.                |
| 146                | Alessandro Motta (ITA)      | DNF                |
| 147                | Mattias Nordal              | DNF                |

| General Store-Essegibi-F.lli Curia GEF | General Store-Essegibi-F.lli Curia GEF | General Store-Essegibi-F.lli Curia GEF |
| -------------------------------------- | -------------------------------------- | -------------------------------------- |
| Nr.                                    | Rytter                                 | Placering                              |
| 151                                    | Ettore Pozza (ITA)                     | DNF                                    |
| 152                                    | Davide Vignato (ITA)                   | DNF                                    |
| 153                                    | Michael Zecchin (ITA)                  | 46.                                    |
| 154                                    | Vojislav Peric (UKR)                   | DNF                                    |
| 155                                    | Gianmarco Carpene (ITA)                | DNF                                    |
| 156                                    | Samuele Disconzi (ITA)                 | DNF                                    |

| Giotti Victoria-Savini Due GTS | Giotti Victoria-Savini Due GTS | Giotti Victoria-Savini Due GTS |
| ------------------------------ | ------------------------------ | ------------------------------ |
| Nr.                            | Rytter                         | Placering                      |
| 161                            | Gergely Szarka (HUN)           | DNF                            |
| 162                            | Emil Dima (ROU)                | DNF                            |
| 163                            | Adriano Brogi (ITA)            | DNF                            |
| 164                            | Davide Finatti (ITA)           | DNS                            |
| 165                            | Nicolas Dalla Valle (ITA)      | DNF                            |
| 166                            | Jozsef-Attila Malnasi (ROU)    | DNF                            |
| 167                            | Alessandro Monaco (ITA)        | 39.                            |

| MG.K Vis Colors For Peace VPM MGK | MG.K Vis Colors For Peace VPM MGK | MG.K Vis Colors For Peace VPM MGK |
| --------------------------------- | --------------------------------- | --------------------------------- |
| Nr.                               | Rytter                            | Placering                         |
| 171                               | Paul Wright (NZL)                 | DNF                               |
| 172                               | Paul Double (GBR)                 | 18.                               |
| 173                               | Edoardo Martinelli (ITA)          | DNF                               |
| 174                               | Guido Draghi (ITA)                | DNF                               |
| 175                               | Daan Hoeks (NED)                  | DNF                               |
| 176                               | Connor Sens (AUS)                 | DNF                               |
| 177                               | Max Stedman (GBR)                 | DNF                               |

| Team Corratec COR | Team Corratec COR    | Team Corratec COR |
| ----------------- | -------------------- | ----------------- |
| Nr.               | Rytter               | Placering         |
| 181               | Luca Marziale (ITA)  | DNF               |
| 182               | Jose Pitti (PAN)     | DNF               |
| 183               | Matteo Amella (ITA)  | DNF               |
| 184               | Stefano Gandin (ITA) | 33.               |
| 185               | Lorenzo Iacchi (ITA) | DNF               |
| 186               | Giulio Masotto (ITA) | DNF               |
| 187               | Manuel Zobrist (SUI) | DNF               |

| Team Qhubeka T4Q | Team Qhubeka T4Q          | Team Qhubeka T4Q |
| ---------------- | ------------------------- | ---------------- |
| Nr.              | Rytter                    | Placering        |
| 192              | Ghebrehiwet Birhane (ERI) | DNF              |
| 193              | Alessandro Iacchi (ITA)   | DNF              |
| 194              | Ephrem Ghebrehiwet (ERI)  | DNF              |
| 195              | Raffaele Mosca (ITA)      | DNF              |

| Work Service-Vitalcare-Dynatek IWM | Work Service-Vitalcare-Dynatek IWM | Work Service-Vitalcare-Dynatek IWM |
| ---------------------------------- | ---------------------------------- | ---------------------------------- |
| Nr.                                | Rytter                             | Placering                          |
| 201                                | Giovanni Bortoluzzi (ITA)          | DNF                                |
| 202                                | Christian Danilo Pase (ITA)        | DNF                                |
| 203                                | Francesco Zandri (ITA)             | DNF                                |
| 204                                | Riccardo Lucca (ITA)               | DNF                                |
| 206                                | Raúl Colombo (ITA)                 | 36.                                |
| 207                                | Luca Tornaboni (ITA)               | DNF                                |